# Chromatica
Chromatica је шести студијски албум америчке певачице Лејди Гаге. Првобитно заказан за 10. април 2020. године, излазак албума је одложен седам седмица за 29. мај 2020. године због пандемије вируса корона. Chromatica  је наследник Гагиног петог студијског албума Joanne.